# VfB Ulm
Der VfB Ulm (offiziell: Verein für Bewegungsspiele Schwarz-Rot Ulm e. V.) ist ein Mehrspartensportverein aus der schwäbischen Stadt Ulm. Er wurde 1949 gegründet. Die Vereinsfarben des Klubs sind Schwarz und Rot. Überregionale Bekanntheit genießt der Klub unter anderem als Heimatverein der Hoeneß-Brüder Uli und Dieter.

## American Football
Die Football-Abteilung wurde 1984 gegründet. Die Mannschaft spielte unter dem Namen Ulm Sparrows. Die Sparrows gewannen 1987 die Meisterschaft der Regionalliga Mitte und stiegen damit in die 2. Bundesliga auf. Von 1988 bis 1993 spielten die Ulmer in der 2. Liga. Nach der Verkleinerung der 2. Liga spielten die Sparrows ein Jahr in der vierklassigen Verbandsliga, ab dann in den 5. und 6. Ligen. 2012 wurde die Abteilung aufgelöst. Ein Teil der Spieler gründete im gleichen Jahr mit Spielern der Neu-Ulm Barracudas, mit denen man zuletzt schon kooperiert hatte, die Neu-Ulm Spartans.

## Baseball
Die Herrenmannschaft des VfB Ulm stieg zur Saison 2018 in die Baseball-Bundesliga auf. 2020 wurde die Abteilung unter dem Namen Ulm Falcons eigenständig.

## Volleyball
Die Volleyballabteilung des Klubs gründete sich 1978. Die Frauenmannschaft des VfB Ulm stieg 2019 in die Dritte Liga auf. In der Saison 2023/24 erreichte sie den 5. Platz. Die Herrenmannschaft spielt seit der Saison 2023/24 in der Regionalliga Süd.

## Fußball
Die Fußballabteilung gehörte zu den Gründungssportarten des Klubs. Die Mannschaft kam nicht über den regionalen Ligabereich hinaus. 2019 musste aufgrund Spielermangels kurzzeitig die Teilnahme am Spielbetrieb ausgesetzt werden, ehe die Mannschaft später wieder in der untersten Kreisliga antrat. Der Klub ist insbesondere für seine Jugendarbeit bekannt, neben den Hoeneß-Brüdern schaffte beispielsweise Kevin Lankford den Sprung in den Profifußball.